# آنتونیو دل رئال
آنتونیو دِل رئال (اسپانیایی: Antonio del Real‎؛ زادهٔ ۱۹۴۷) کارگردان فیلم، بازیگر و فیلم‌نامه‌نویس اهل اسپانیا است.
از فیلم‌ها یا برنامه‌های تلویزیونی که وی در آن نقش داشته است، می‌توان به دو چهره ترس، فرانسیس: برایم دعا کن، از سپیده‌دم هوسش را کرده است و دل دیوانه اشاره کرد.